# Pachnoda nutricia
Pachnoda nutricia är en skalbaggsart som beskrevs av Rigout 1980. Pachnoda nutricia ingår i släktet Pachnoda och familjen Cetoniidae. Inga underarter finns listade i Catalogue of Life.